# 5. operativna eskadra
5. operativna eskadra, uradno Operativna enota Ruske vojne mornarice v Sredozemskem morju, je eskadra Ruske vojne mornarice, zadolžena za rusko projiciranje moči na Bližnji vzhod iz Sredozemskega morja. Prvič je bila ustanovljena v času Sovjetske zveze, ponovno pa leta 2013.

## Zgodovina

### Ozadje
Po koncu druge svetovne vojne so vojne mornarice Združenih držav Amerike, Združenega kraljestva in, po letu 1949, skupne pomorske sile zveze NATO dosegle premoč v Sredozemskem morju. Eden glavnih ciljev njihove povojne prisotnosti v Sredozemlju je bil ošibiti naraščajoči vpliv Sovjetske zveze na države Jugovzhodne Evrope in Severne Afrike ter Sovjetsko zvezo ustrahovati z oblikovanjem totalne grožnje z izstrelki z jedrskimi konicami. V 1950-ih letih je bila ameriška 6. flota, trajno delujoča v Sredozemlju, jedrska grožnja za Sovjetsko zvezo. Palubni bombniki z letalonosilk 6. flote so bili nosilci jedrskih bomb in bi bili lahko uporabljeni za dostavo jedrskega udara proti jugozahodnemu delu Sovjetske zveze. 
Na začetku 1960-ih let se je grožnja jedrskega udara kvalitativno spremenila. Zaradi razmestitve strateških jedrskih podmornic v Sredozemskem morju, so ZDA dobile možnost izstrelitve balističnih izstrelkov iz skoraj katerekoli smeri, kar je zmanjšalo možnost Sovjetske zveze za odboj napada. Marca 1963 so ameriške strateške jedrske podmornice začele z rednim patruljiranjem v Sredozemskem morju. V začetku leta 1965 je bila v Roti, Španija ustanovljena 16. eskadra jedrskih podmornic, ki jo je sestavljalo okrog 10 podmornic. Od takrat naprej glavna varnostna grožnja za Sovjetsko zvezo iz jugozahodne smeri niso bile več letalonosilke, temveč jedrske podmornice, delujoče v vzhodnem Sredozemlju.
Admiral Igor Kasatonov je trdil: "Rast raketno-jedrske grožnje s strani strateških jedrskih podmornic, nameščenih na vzhodnem delu Sredozemskega morja, je vodila v nujnost oblikovanja polnopravne, močne grupacije sil vojne mornarice, sposobne se ustrezno odzvati na nasprotnikova dejanja, delati preventivna dejanja za razkrivanje podvodnega položaja, odkrivanje strateških jedrskih podmornic in vzdrževanje pripravljenosti za njihovo uničenje. Vse to bi moralo prisiliti poveljstvo Ameriške vojne mornarice k premestitvi strateških jedrskih podmornic na druga območja, iz katerih bi bilo delovanje manj učinkovito."

### 5. operativna eskadra
Do maja 1965 je Sovjetska vojna mornarica nalogo odvračanja ameriških strateških jedrskih podmornic opravljala z ustanavljanjem t.i. mešanih ladijskih brigad (tudi s podmornicami), ki so jih sestavljale ladje Severne in Baltske flote, pod poveljstvom kapitanov 1. stopnje Jevgenija Volobujeva in Olega Grumbkova. Maja 1965 je bila oblikovana 1. mešana eskadra pod poveljstvom kapitana 1. stopnje Igorja Molodcova. Vrhovni poveljnik vojne mornarice Sergej Gorškov je zagovarjal ustanovitev eskadre, trajno nameščene v Sredozemskem morju, vendar se poveljstvo oboroženih sil ni strinjalo s tem predlogom. Leta 1966 se je sovjetska strategija izkazala za uspešno, saj so njihove pomorske sile odkrile patruljna območja ameriških strateških jedrskih podmornic skupno 66-krat. Leta 1967 je Sergej Gorškov vrhovnemu poveljniku oboroženih sil maršalu Matveju Zaharovu ponovno predlagal ustanovitev eskadre v Sredozemlju, kar bi omogočilo namestitev večjega števila podmornic.
Po šestdnevni vojni (5.–10. junij 1967) se je 14. junija 1967 politbiro centralnega komiteja Komunistične partije odločil ustanoviti 5. operativno eskadro v Sredozemskem morju (po vojni sta vladi Sirije in Egipta prosili Sovjetsko zvezo za namestitev vojnih ladij v sirskih (Latakija in Tartus) ter egipčanskih (Port Said in Aleksandrija) pristaniščih, da bi odvrnili Izrael od njihovega zavzetja). Prvi poveljnik je bil kontraadmiral Boris Petrov, ki je 14. julija prevzel poveljevanje nad silami, ki so bile takrat prisotne v Sredozemlju. Prva poveljniška ladja eskadre je bila križarka Dzeržinski projekta 68bis Črnomorske flote.
Eskadro so sestavljala plovila Severne, Črnomorske, Baltske in Tihooceanske flote. Običajno je v okviru eskadre delovalo 70–80 plovil (30 ladij, štiri do pet jedrskih in deset dizel-električnih podmornic, ena do dve plavajoči delavnici, tri do štiri tankerji in druge ladje). Ameriška 6. flota je imela običajno 30–40 plovil, vključno z dvema letalonosilkama, eno nosilko helikopterjev, dvema raketnima križarkama in 18–20 spremljajočimi ladjami (križarke, rušilci ali fregate), eno do dvema podpornima ladjama in do šestimi jurišnimi jedrskimi podmornicami.
Najpomembnejši dogodek v zgodovini 5. operativne eskadre je zoperstavljanje ameriški 6. floti med jomkipursko vojno (1973). Enota je bila ukinjena po razpadu Sovjetske zveze 31. decembra 1992.

### Pomorska oporišča
Delovanje Sovjetske vojne mornarice je oteževala popolna odsotnost sovjetskih pomorskih oporišč v Sredozemskem morju. Ta so nujna za zatekanje pred nevihtami, obnovitev zalog vode in drugih materialov in počitek posadk. Ameriška vojna mornarica je pomorska oporišča imela. Edini pomorski oporišči je Sovjetska zveza ustanovila v Port Saidu (do 1972) in Tartusu (od 1971). 
Plovila 5. operativne eskadre so bila tako zasidrana v plitvinah na določenih t.i. točkah (točka 3 pred Tunizijo, točka 10 pri Lemnosu, Grčija, točka 52 na meji med Egiptom in Libijo, točka 70 pred Francijo in Italijo, točka pred Kreto in druge).

### Operativna enota Ruske vojne mornarice v Sredozemskem morju
21. septembra 2013 je bila enota ponovno ustanovljena kot Operativna enota Ruske vojne mornarice v Sredozemskem morju. Med razlogi sta gradnja ameriškega protiraketnega ščita na Poljskem in v Romuniji ter ameriška vojaška intervencija v Siriji. Enota običajno vključuje okrog deset plovil Črnomorske flote (ena fregata razreda Burevestnik, ena korveta razreda Bujan, ena patruljna ladja razreda Bikov, dve dizel-električni podmornici razreda Varšavjanka, minolovec, tanker, plavajoča delavnica), čemur je potrebno prišteti še druge ladje, ki so nekajkrat letno nameščene v Sredozemskem morju (rušilci, fregate ali križarke Severne flote, korvete ali fregate Baltske flote ipd.) in so uradno vključene v eskadro.
Julija 2022 so raketna križarka Varjag, raketni rušilec Admiral Tribuc in vohunska ladja Vasilij Tatiščev postale prve ruske vojne ladje v Jadranskem morju po koncu hladne vojne. Konec julija je Admiral Tribuc deloval pri Šibeniku, Vasilij Tatiščev pri Palagruži, Varjag pri Draču, poleg tega pa je bila v bližini Otrantskih vrat tudi fregata Admiral Grigorovič. Ker je bila v tem času v Jadranskem morju tudi ameriška letalonosilka Truman, so se v medijih pojavila ugibanja, da ruske ladje simulirajo blokiranje ameriške letalonosilke v Jadransko morje.
Avgusta 2022 je Italijanska vojna mornarica odkrila jurišno jedrsko podmornico Severodvinsk med Sicilijo in Malto. Severodvinsk je postal prva ruska jedrska podmornica v Sredozemskem morju po odpravi podmornic Kursk in Tomsk leta 1999.
Enoti trenutno začasno poveljuje kapitan 1. stopnje Pavel Prosekov.